# Coralie Clément (actrice)
Pour les articles homonymes, voir Coralie Clément et Clément.
Marie-Laure Collin, dite Coralie Clément, née le 14 août 1956 à Paris et morte le 12 septembre 2002 à Mâcon, est une actrice française.

## Biographie
Marie-Laure Collin est née à Paris le 14 août 1956. 
Elle débute au cinéma en 1977, dans le premier film de Diane Kurys, Diabolo menthe. Elle apparaît en tout dans six films de cinéma, entre 1977 et 1981. En 1985, elle tourne dans le téléfilm Le Serment.
Elle meurt le 12 septembre 2002.

## Filmographie

### Cinéma
- 1977 : Diabolo menthe de Diane Kurys : Perrine
- 1978 : Le Dernier Amant romantique de  Just Jaeckin
- 1978 : Embraye bidasse, ça fume de Max Pécas : Isabelle
- 1979 : Écoute voir d'Hugo Santiago : une comédienne
- 1979 : Le Cœur à l'envers de Franck Apprederis : la concierge
- 1979 : La Femme de l'aviateur d'Éric Rohmer : la collègue d'Anne

### Télévision
- 1985 : Le serment de Roger Kahane : Myriam